# Garcinia ponapensis
Garcinia ponapensis är en tvåhjärtbladig växtart som beskrevs av Carl Karl Adolf Georg Lauterbach. Garcinia ponapensis ingår i släktet Garcinia och familjen Clusiaceae. Utöver nominatformen finns också underarten G. p. trukensis.